# KK's Priest
KK's Priest — англо-американський хеві-метал гурт, створений колишнім гітаристом Judas Priest, К. К. Даунінгом у 2020 році.

## Історія
К. К. Даунінг залишив гурт Judas Priest у 2011 році на тлі претензій щодо конфліктів у гурті, поганого менеджменту та зниження якості виконання. Його змінив Річі Фолкнер, майже на три десятиліття молодший за нього.
Даунінг не виступав наживо до 2019 року.
11 серпня 2019 року К. К. Даунінг разом з колишнім гітаристом гурту Manowar, Россом Босом, виступив на фестивалі Bloodstock Open Air, в Кеттон-Парку, Дербішир, Великобританія.
 

Росс написав у Facebook:
«Ми, The RTB Band, дуже раді, для нас велика честь, що К. К. Даунінг, безсмертна легенда металу, приєднався до нас на сцені перед одними з найбільших шанувальників металу в світі на Bloodstock UK».
3 листопада 2019 року К. К. Даунінг також виступив у Вулвергемптоні разом із колишніми учасниками гурту Judas Priest Тімом «Ріппером» Овенсом і Лесом Бінксом, учасником гурту Megadeth Девідом Еллефсоном і учасником гурту Hostile Ей-Джей Міллсом.
У січні 2020 року Даунінг підписав контракт із Explorer1 Music Group, яка познайомила його з ветераном-менеджером Енді Гулдом, і оголосив, що працюватиме над новою музикою.
Наступного місяця було оголошено, що Даунінг створив новий гурт KK's Priest, разом з Міллсом, Овенсом, Бінксом і Тоні Ньютоном.
Вихід дебютного альбому гурту, Sermons of the Sinner, спочатку був запланований на 20 серпня 2021 року, але був відкладений до 1 жовтня.
Музичне відео на головний сингл альбому, «Hellfire Thunderbolt», було випущено 12 травня 2021 року. 
Однак Бінкс не брав участь у записі альбому, через травму зап’ястка, і його замінив барабанщик гурту Cage, Шон Елг. Пізніше Бінкс час від часу виступав наживо з гуртом KK's Priest.

Розмовляючи з KNAC.COM у червні 2021 року про альбом Sermons of the Sinner, Даунінг сказав: 
«Деякі з нас - ми - ми зараз надто часто втрачаємо друзів, і я припускаю, що в якийсь момент це прискориться до повного зникнення. Але поки я тут, і ми тут, ми все ще можемо створювати та підтримувати цю музику. Ось про що цей альбом.»

«Гей, хлопці, все, що залишилося, все що є, насолоджуйтесь цим і будьте частиною цього...»
Даунінг сказав, що він уже працює над матеріалом для наступного альбому. У 2023 році гурт випустив другий альбом The Sinner Rides Again.

## Учасники гурту

Виступ гурту на Мальті, 14 жовтня 2023 р.
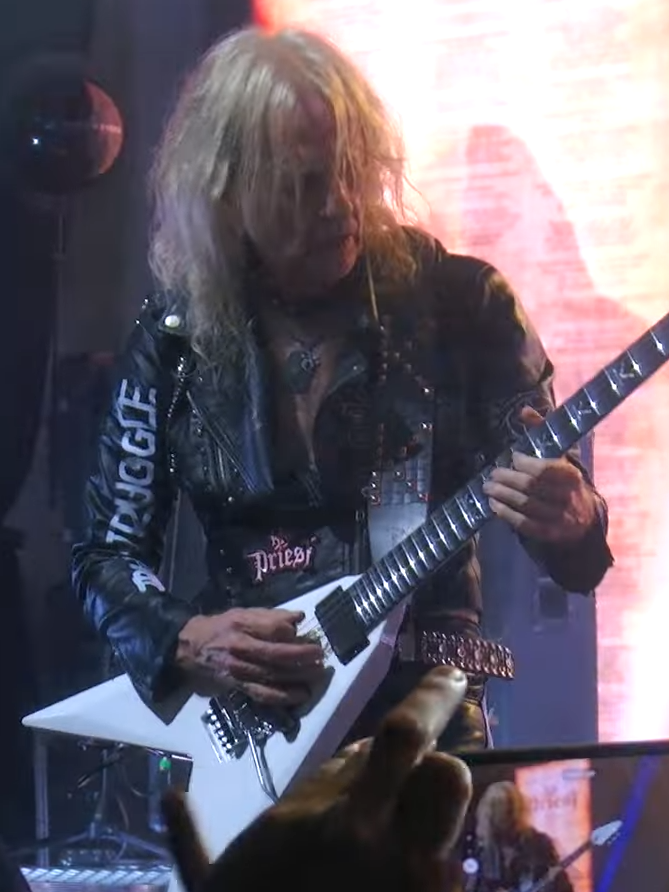
К. К. Даунінг
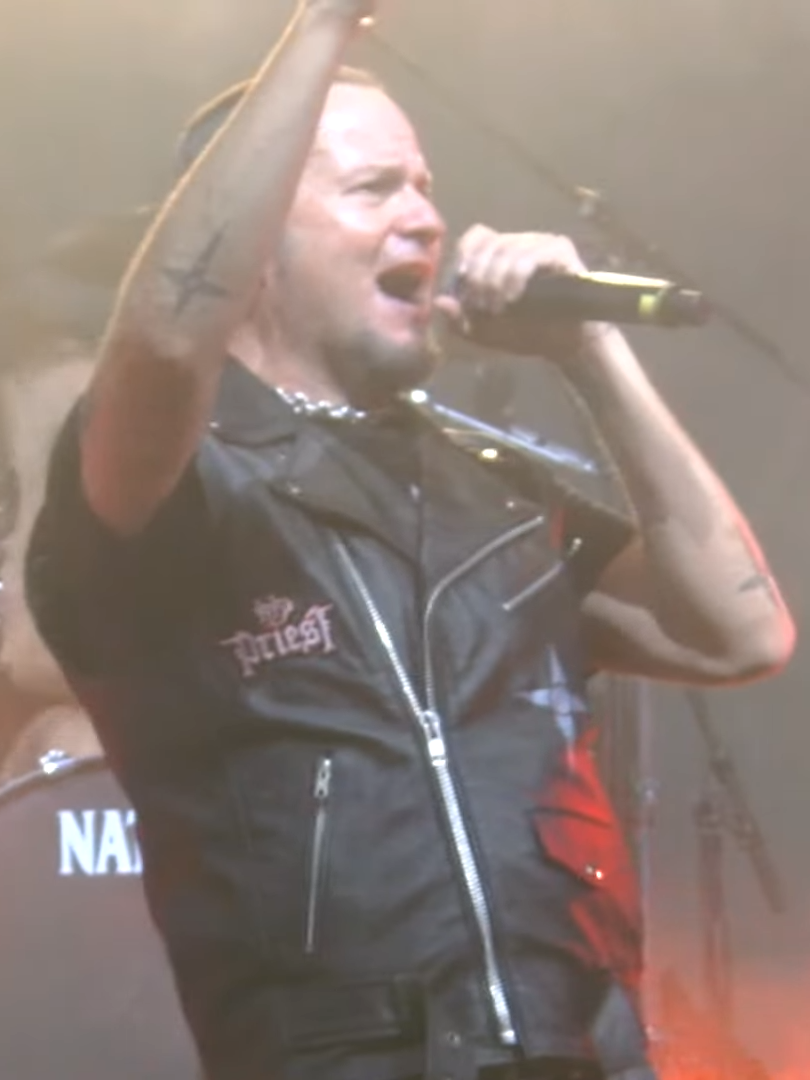
Тім «Ріппер» Оуенс
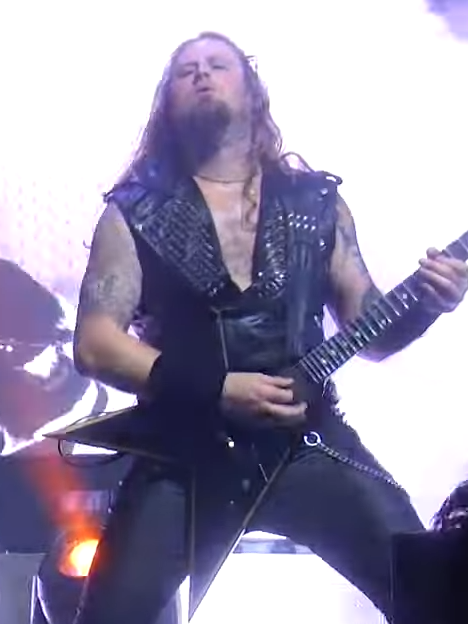
Ей Джей Міллс
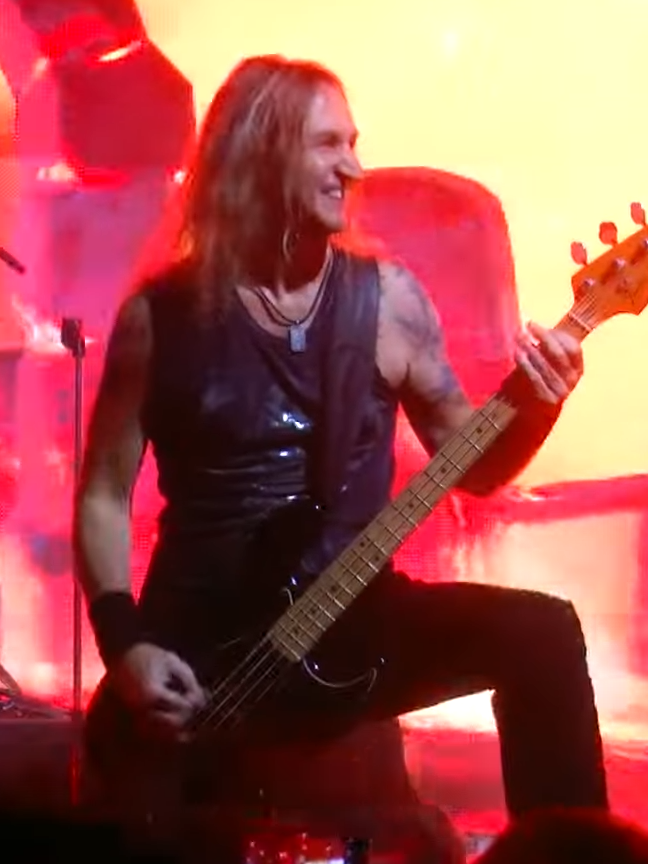
Тоні Ньютон
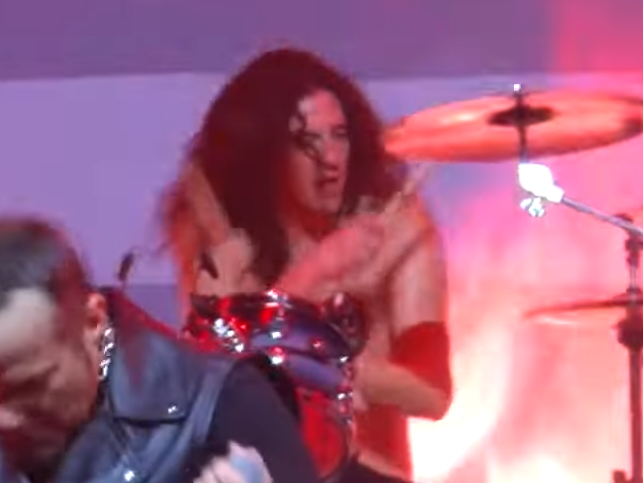
Шон Елг

### Поточні
- К. К. Даунінг — гітари (2019—теперішній час)
- Тім «Ріппер» Овенс — вокал (2019—теперішній час)
- Ей Джей Міллс — гітари, бек-вокал (2019—теперішній час)
- Тоні Ньютон — бас-гітара, бек-вокал (2020—теперішній час)
- Шон Елг — ударні (2021—теперішній час)

### Колишні
- Лес Бінкс — ударні (2019–2021; час від часу виступає наживо)
- Девід Еллефсон — бас, бек-вокал (2019)[14]

## Дискографія
Студійні альбоми
- Sermons of the Sinner (2021)
- The Sinner Rides Again (2023)

Сингли
- «Hellfire Thunderbolt» (2021)[15]
- «Sermons of the Sinner» (2021)[16]
- «Brothers of the Road» (2021)[17]
- «Raise Your Fists» (2021)[18]
- «One More Shot at Glory» (2023)[19]
- «Reap the Whirlwind» (2023)[20]
- «Strike of the Viper» (2023)[21]